# Département de Conhelo

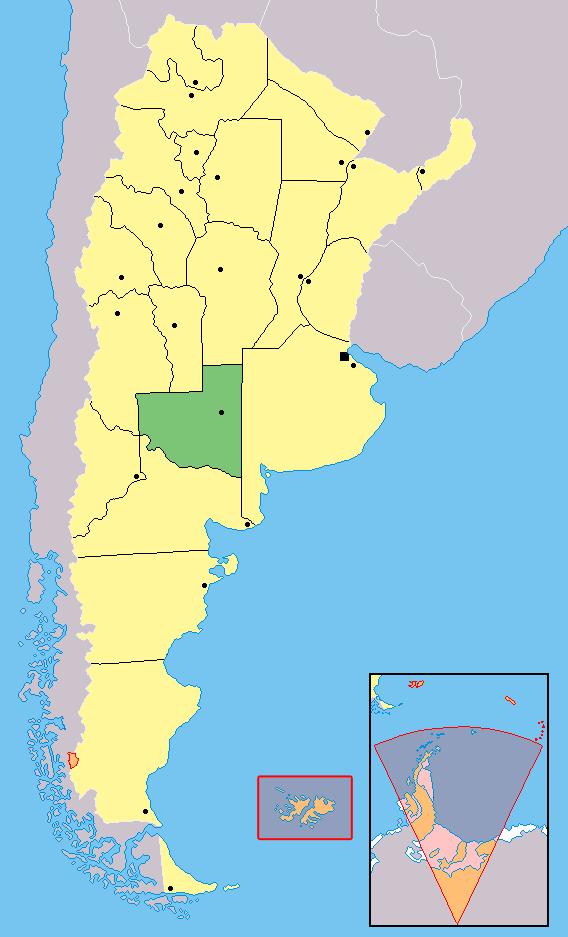
Localisation de la province de La Pampa en Argentine.

Le département de Conhelo est une des 22 subdivisions de la province de La Pampa, en Argentine. Son chef-lieu est la ville de Eduardo Castex.
Le département a une superficie de 5 052 km2. Sa population s'élevait à 14 591 habitants, selon le recensement de 2001 (source : INDEC).

## Villes et localités
- Conhello ;
- Eduardo Castex, chef-lieu ;
- Mauricio Mayer ;
- Monte Nievas ;
- Rucanelo ;
- Winifreda.